# Jerzy Smurzyński
Jerzy Smurzyński (ur. 3 maja 1928 w Łomży) – polski dziennikarz, badacz zbrodni hitlerowskich, żołnierz Armii Krajowej, Weteran Walk o Wolność i Niepodległość Ojczyzny, honorowy obywatel miasta Łomży.

## Biografia
W czasie okupacji hitlerowskiej mieszkał wraz z rodzicami w Łomży, uczęszczając na konspiracyjne kursy o programie gimnazjalnym. 15 lipca 1943 rano wyszedł z domu, by uczestniczyć w nauce, i dzięki temu ocalał. Jego rodzice zostali tego dnia aresztowani przez Gestapo i tego samego dnia zamordowani wraz z pięćdziesięcioma innymi mieszkańcami Łomży w lesie w pobliskiej miejscowości Jeziorko. Jerzy Smurzyński ukrywał się w podłomżyńskich wsiach do końca wojny, uczestnicząc w działaniach Armii Krajowej.
Po wojnie zdał maturę w Inowrocławiu w styczniu 1947 jako absolwent Prywatnych Kursów z Zakresu Liceum Handlowego. Po odmowie ze względów politycznych przyjęcia na studia w Szkole Głównej Planowania i Statystyki zamieszkał u rodziny w Ostrołęce i tam został nauczycielem fizyki i chemii w klasach VI–VIII. 8 października 1949 rozpoczął studia chemii na Uniwersytecie Warszawskim. Po dwóch latach z przyczyn materialnych przerwał studia i rozpoczął pracę w Liceum im. Tadeusza Reytana w Warszawie jako nauczyciel chemii. W 1952 roku zdał jako ekstern egzamin w Państwowej Wyższej Szkole Pedagogicznej w Łodzi, uzyskując pełne uprawnienia nauczycielskie. Pracując nadal w liceum im. Reytana, wykładał również chemię w Akademii Sztabu Generalnego. Ze względu na stan zdrowia zrezygnował z nauczania i zajął się pisaniem podręczników. W latach 1961–62 opracował książkę Chemia niszcząca – materiały wybuchowe, wydaną w 1963 roku przez Wydawnictwo MON.  
W 1962 roku rozpoczął pracę jako dziennikarz Polskiego Radia i Telewizji. Po ogłoszeniu stanu wojennego 13 grudnia 1981 roku jako aktywny działacz Stowarzyszenia Dziennikarzy Polskich został zmuszony do przejścia na wcześniejszą emeryturę.
Jako jedyny ocalony z masakry mieszkańców Łomży 15 lipca 1943 zajął się badaniem i dokumentacją wydarzeń tego dnia oraz dwóch innych egzekucji w lesie w miejscowości Jeziorko. We współpracy z Główną Komisją Badania Zbrodni przeciwko Narodowi Polskiemu doprowadził do uznania mogił pomordowanych za miejsce pamięci narodowej i do godnego ukształtowania miejsca pochówku. Opublikował dwie książki poświęcone ofiarom tej zbrodni oraz wiele publikacji w prasie i mediach elektronicznych.
W uznaniu zasług, na wniosek Łomżyńskiego Bractwa Historycznego, Rada Miejska Łomży na sesji 27 marca 2013 nadała Jerzemu Smurzyńskiemu godność Honorowego Obywatela Królewskiego Miasta Łomży. Został też członkiem honorowym Łomżyńskiego Bractwa Historycznego – Piastunem Łomżyńskiej Tradycji. Otrzymał też Srebrny i Złoty Krzyż Zasługi oraz Krzyż Armii Krajowej.
Patrz też: Cmentarz leśny w Jeziorku.

## Publikacje
- Jerzy Smurzyński, Chemia niszcząca – materiały wybuchowe, wyd. 1, Wydawnictwo Ministerstwa Obrony Narodowej, Warszawa 1963
- Jerzy Smurzyński, Czarne Lata na Łomżyńskiej Ziemi, Towarzystwo Przyjaciół Ziemi Łomżyńskiej, Warszawa–Łomża 1997, ISBN 83-902985-2-X
- Jerzy Smurzyński, Jeziorko – historia leśnej polany, Starostwo Powiatowe w Łomży, Łomża–Warszawa 2007, ISBN 978-83-925482-0-1
- Łomżyńskie wspomnienia, zebrał i oprac. zespół red. TPZŁ, red. Jerzy Smurzyński, Warszawa, Towarzystwo Przyjaciół Ziemi Łomżyńskiej, 1998, ISBN 83-902985-5-4